# Cosmos S.A.
Cosmos S.A., formalmente "Transporte Aéreo de Carga Cosmos S.A." fue una aerolínea colombiana de carga con centro de operaciones en el Aeropuerto Internacional El Dorado.

## Flota histórica
Cosmos contó con una flota de dos aviones Boeing 727-100C con matrículas HK-4407 y HK-4386 operaba las rutas en modalidad chárter.
| Aeronaves       | Número | Introducido | Retirado | Matrículas        |
| --------------- | ------ | ----------- | -------- | ----------------- |
| Boeing 727-100C | 2      | 2005        | 2014     | HK-4407 y HK-4386 |

## Antiguos destinos
| Destinos            | Aeropuertos                                                      | Desde | Desde | Desde |
| Destinos            | Aeropuertos                                                      | BOG   | CLO   | BAQ   |
| ------------------- | ---------------------------------------------------------------- | ----- | ----- | ----- |
| Barranquilla        | Aeropuerto Internacional Ernesto Cortissoz (HUB secundario)      | X     | X     |       |
| Bogotá              | Aeropuerto Internacional El Dorado (HUB principal)               |       | X     | X     |
| Cali                | Aeropuerto Internacional Alfonso Bonilla Aragón (HUB secundario) | X     |       |       |
| Cartagena de Indias | Aeropuerto Internacional Rafael Núñez                            | X     |       |       |
| Cúcuta              | Aeropuerto Internacional Camilo Daza                             | X     |       |       |
| Leticia             | Aeropuerto Internacional Alfredo Vásquez Cobo                    | X     | X     |       |
| Medellín            | Aeropuerto Internacional José María Córdova                      | X     | X     | X     |
| Montería            | Aeropuerto Internacional Los Garzones                            | X     |       |       |
| San Andrés          | Aeropuerto Internacional Gustavo Rojas Pinilla                   | X     | X     | X     |